# 미라 소비노
미라 소비노(Mira Sorvino, 1967년 9월 28일 ~ )는 미국의 배우이다. 우디 앨런의 1995년 영화 《마이티 아프로디테》의 린다 애시 역으로 아카데미 여우조연상과 골든 글로브상 여우조연상을 수상했다.

## 출연 작품
- 퀴즈 쇼 (1994) - 샌드라 굿윈 역
- 마이티 아프로디테 (1995) - 린다 애시 역
- 로미와 미셀 (1997) - 로미 화이트 역
- 미믹 (1997) - 수전 타일러 박사 역